# Azor (Israel)
Azor es un consejo local del distrito de Tel Aviv, situado al sur de esta ciudad y que forma parte del área metropolitana de Gush Dan.

## Historia
El año 1951 se fundó la ciudad sobre las ruinas de la villa árabe de Yazor, que fue el escenario de fuertes enfrentamientos durante la Guerra árabe-israelí de 1948, especialmente durante el mes de enero de 1948, cuando después de una batalla todos los habitantes árabes huyeron de la ciudad. Con la fundación del pueblo se establecieron numerosos inmigrantes llegados de Hungría, Rumanía, Bulgaria, Polonia y Turquía, la mayoría supervivientes del Holocausto.

## Yacimientos arqueológicos
En 1958 se hallaron unos yacimiento arqueológico en la llanura costera de Azor que consistían en dos catacumbas excavada conteniendo unos 120 osarios, 200 esqueletos humanos, 268 recipientes de cerámica, armas y otros objetos del periodo proto-urbano tardío. La mayor parte de la cerámica estaba decorada con motivos florales y geométricos, y tenía ventanillas rectangulares. Algunas piezas tenían, además, figuras antropomórficas, como por ejemplo narices.